# Parafia św. Wawrzyńca w Sieciechowie
Parafia św. Wawrzyńca w Sieciechowie – jedna z 11 parafii rzymskokatolickich dekanatu czarnoleskiego diecezji radomskiej. Erygowana w XI wieku.

## Historia
Początkowo parafia obejmowała obszar dzisiejszego Kazimierza Dolnego, Zwolenia, Kozienic, Stężycy i Dęblina.
Kościół parafialny św. Wawrzyńca, został wzniesiony w latach 1710–1769. Większość wyposażenia w kościele pochodzi z XVIII wieku, polichromia z wieku XIX. Konsekracji kościoła dokonał 22 października 1780 bp Jan Lenczowski, sufragan lubelski. W 1885 dekretem bp. Antoniego Franciszka Sotkiewicza parafia w Sieciechowie została zniesiona, a probostwo przeniesiono do Opactwa. W 1907 bp Stefan Aleksander Zwierowicz utworzył filię parafialną w Sieciechowie, zaś na nowo erygował parafię 24 grudnia 1920 bp Marian Ryx. Kościół był restaurowany w 1972. 

## Architektura i dzwonnica
Jest świątynią orientowaną, w liniach architektonicznych renesansową, posiada wystrój barokowy. Kościół jest zbudowany z kamienia i cegły. W XIX-wiecznej dzwonnicy znajdują się trzy dzwony – dwa zabytkowe (jeden gotycki  z 1459, drugi z 1869 roku) oraz jeden z 2000 roku.

## Proboszczowie
- ks. Stanisław Nowakowski (1943–1957)
- ks. Jan Major (1957–1976)
- ks. Zbigniew Albert (1976–1991)
- ks. Antoni Firmanty (1991–1992)
- ks. Jerzy Kłusek (1992–2013)
- ks. Krzysztof Kaszuba (2013–2018)
- ks. Tomasz Kośla (2018–2024)
- ks. Sylwester Jończyk (administrator od 2024, proboszcz od 2025)[1]

## Zasięg parafii
Do parafii należą wierni z Sieciechowa.